# Services for UNIX
 (août 2020).
 (août 2020).
Si vous disposez d'ouvrages ou d'articles de référence ou si vous connaissez des sites web de qualité traitant du thème abordé ici, merci de compléter l'article en donnant les références utiles à sa vérifiabilité et en les liant à la section « Notes et références ».
Windows Services for UNIX (SFU) est un package logiciel produit par Microsoft qui procure un sous-système Unix et quelques parties de l'environnement Unix complet sur Windows NT et ses successeurs. Le sous-système s'appelle Interix.
Comme POSIX dans Windows NT, Interix n'est pas une émulation d'un noyau Unix, mais plutôt une implémentation d'un sous-système utilisateur tournant par-dessus le noyau de Windows NT.

## Versions

### SFU 1.0
La version 1.0 est sortie en février 1999. Cette version était uniquement en anglais et tournait sur Windows NT 4.0 SP3+ pour les architectures x86 et DEC Alpha.
Composants :
- Telnet Server
- Telnet Client
- UNIX Utilities (from MKS)
- Client for NFS
- Server for NFS
- Server for NFS Authentication
- Windows NT to UNIX Password Synchronization
- Help Files and Documentation

### SFU 2.0
La version 2.0 est sortie en avril 2000 en anglais et japonais. Elle tournait sur Windows NT 4.0 SP4+ et Windows 2000 sur architecture x86
Composants :
- Server for NFS (NFSServer)
- Client for NFS (NFSClient)
- Gateway for NFS (NFSGateway)
- Server for PCNFS (Pcnfsd)
- User Name Mapping (Mapsvc)
- Server for NFS Authentication (NFSServerAuth)
- Server for NIS (NIS)
- Telnet Client (TelnetClient)
- Telnet Server (TelnetServer)
- Password Synchronization (PasswdSync)
- ActiveState ActivePerl (Perl)
- UNIX Utilities (UnixUtilities)
- Cron Service (CronSvc)
- Rsh Service (RshSvc).

### SFU 3.0
La version 3.0, sortie en mai 2002, fut la première à inclure le sous-système Interix. Elle tournait sur Windows NT 4.0 SP6a+, Windows 2000, et Windows XP Professional sur architecture x86.
Composants :
- Base Utilities for Interix (BaseUtils; y compris les utilitaires X11R5)
- UNIX Perl for Interix (UNIXPerl)
- Interix SDK (InterixSDK)
- GNU Utilities for Interix (GNUUtils)
- GNU SDK for Interix (GNUSDK; including gcc and g++)
- NFS Client for Windows (NFSClient)
- NFS Gateway for Windows (NFSGateway)
- NFS Server for Windows (NFSServer)
- NIS Server for Windows (NIS)
- Password Synchronization (PasswdSync)
- Windows Remote Shell Service (RshSvc)
- Telnet Server for Windows (TelnetServer)
- NFS User Name Mapping (Mapsvc)
- NFS Authentication Server (NFSServerAuth)
- PCNFS Server (Pcnfsd)
- ActiveState Perl (Perl)

### SFU 3.5
Dernière version et la seule gratuite, sortie en janvier 2004. Tourne sur Windows 2000, Windows XP Professional, et Windows Server 2003 sur architecture x86.
Composants :
- Base Utilities for Interix (BaseUtils; including X11R6 utilities)
- UNIX Perl for Interix (UNIXPerl)
- Interix SDK (InterixSDK; including headers and libraries for development and a wrapper for Visual Studio compiler)
- GNU Utilities for Interix (GNUUtils)
- GNU SDK for Interix (GNUSDK; including gcc and g++)
- NFS Client for Windows (NFSClient)
- NFS Gateway for Windows (NFSGateway)
- NFS Server for Windows (NFSServer)
- NIS Server for Windows (NIS)
- Password Synchronization (PasswdSync)
- Windows Remote Shell Service (RshSvc)
- Telnet Server for Windows (TelnetServer)
- NFS User Name Mapping (Mapsvc)
- NFS Authentication Server (NFSServerAuth)
- PCNFS Server (Pcnfsd)
- ActiveState Perl (Perl)

### Subsystem for UNIX-based Applications (SUA)
Windows Server 2003 R2 contient la plupart des composants SFU, y compris Microsoft Services for Network File System (NFS), Subsystem for UNIX-based Applications (c’est-à-dire Interix), et Identity Management for UNIX.

## Voir également
- MKS Toolkit
- UWIN
- Cygwin
- Windows Subsystem for Linux